# Costa di Caird

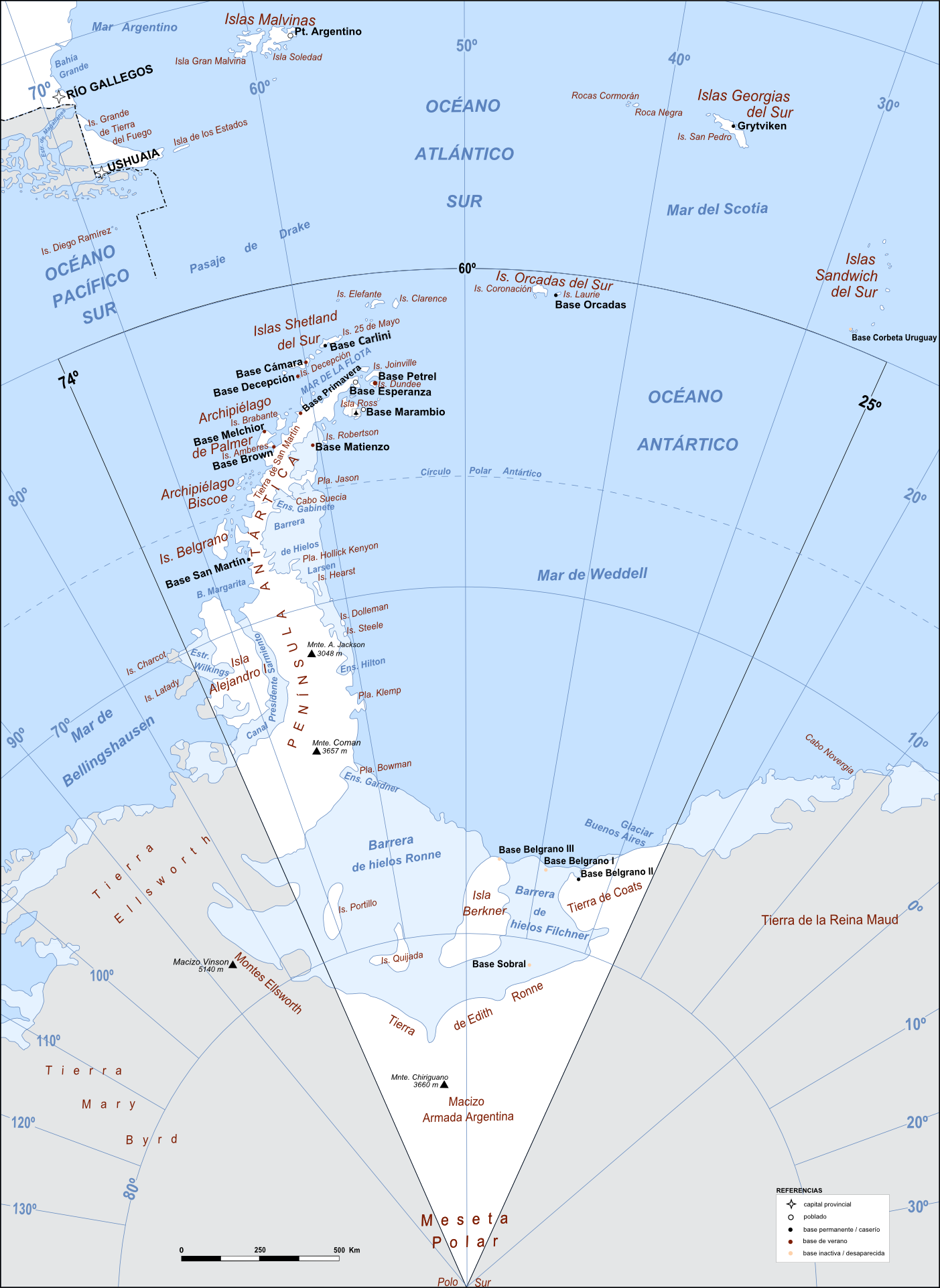
Localizzazione del ghiacciaio Buenos Aires, sulla costa di Caird.

La costa di Caird (centrata alle coordinate 76°00′S 24°00′W) è una parte della costa della Terra di Coats, in Antartide. In particolare, la costa di Caird si estende tra il fronte del ghiacciaio Stancomb-Wills (75°18′S 19°00′W), a est, e il ghiacciaio Hayes (76°16′S 27°54′W), a ovest, e confina quindi a est con la costa della Principessa Marta (e quindi con la Terra della Regina Maud) e a ovest con la costa di Luitpold, conosciuta anche come costa di Confín.
Non tutti i paesi ritengono validi i confini sopraccitati, nel 1973, infatti, il ministero dell'industria della Norvegia, che rivendica il possesso della Terra della Regina Maud, fissò il occidentale confine di quest'ultima (e in particolare della costa della Principessa Marta) in corrispondenza del meridiano 20°W, sovrapponendosi quindi a parte della costa di Caird e della Terra di Coats.
Parte del fronte della regione orientale della costa è occopata dalla piattaforma di ghiaccio Riiser-Larsen che, a partire dalla longitudine 20°45'W, si estende per 400 km verso est fin davanti alla costa della Principessa Marta. Davanti al settore occidentale, tra le longitudini 19°00'W e 26°45'W, si estende invece la piattaforma di ghiaccio Brunt.

## Storia

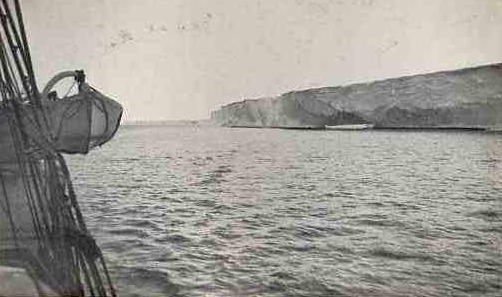
Una fotografia della regione scattata durante la spedizione Endurance nel gennaio 1915.

L'area venne esplorata per la prima volta nel 1912 durante la spedizione Deutschland comandata da Wilhelm Filchner. Tra il dicembre 1914 e il gennaio 1915 anche la spedizione Endurance navigò al largo dell'area. Ernest Shackleton, comandante della missione, intitolò il territorio a James Key Caird uno dei finanziatori dell'esplorazione.